# Jan Evangelista Kosina
Jan Evangelista Kosina (22. prosinec 1827 Josefov – 11. prosince 1899 Olomouc) byl český pedagog, filolog, publicista a spisovatel. Byl také národní buditel a vlastenec.
Byl v letech 1867–1877 prvním ředitelem Slovanského gymnázia v Olomouci. Na jeho popud bylo založeno několik spolků, např. Matice školská, Spolek učitelů moravských, Vlastivědné muzeum a Vlastivědná společnost muzejní.

## Galerie

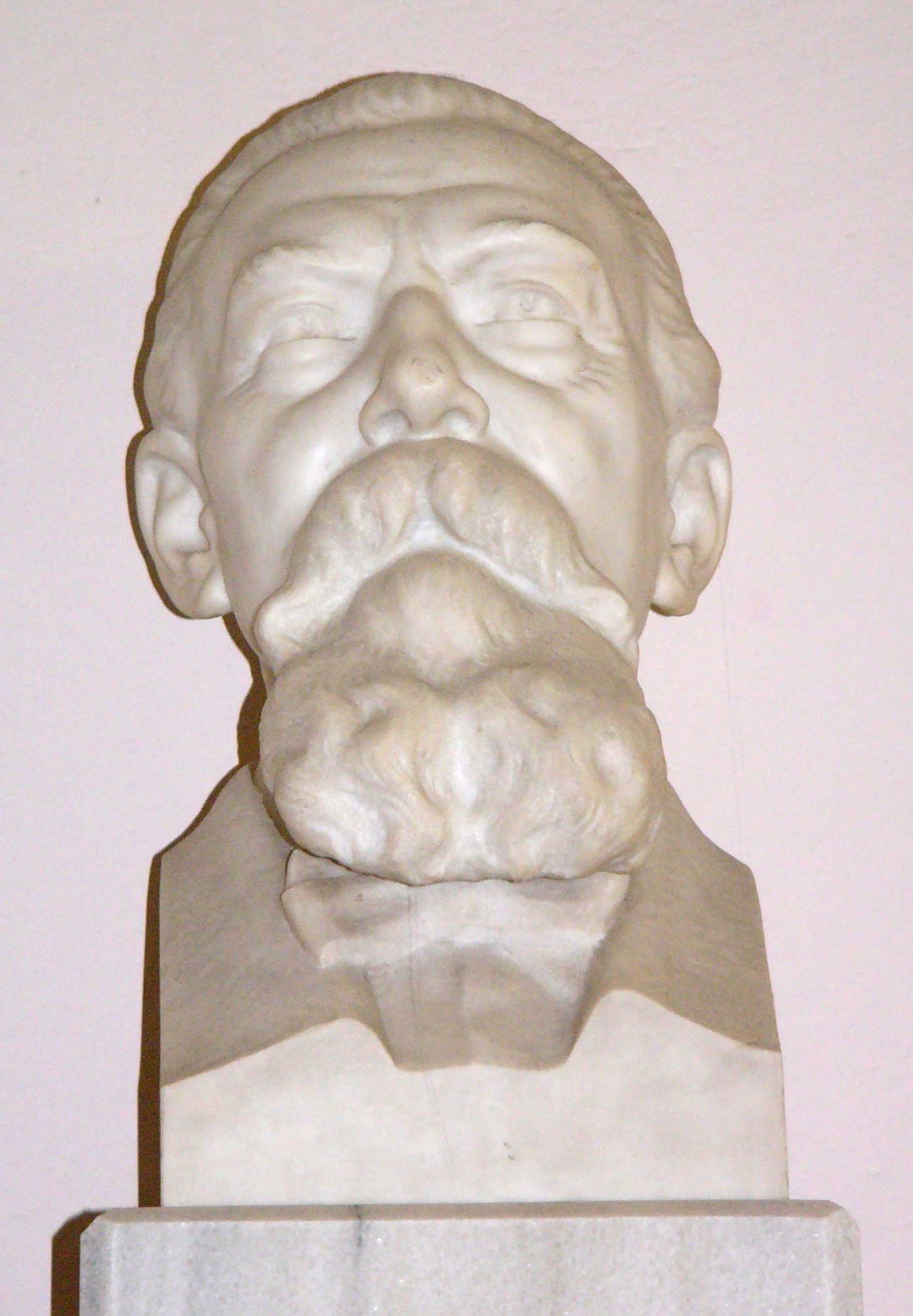
Jan Evangelista Kosina - busta v Kosinově ulici č. 4 v bývalé budově Slovanského gymnázia v Olomouci. Dílo vytvořil Julius Pelikán v roce 1927.
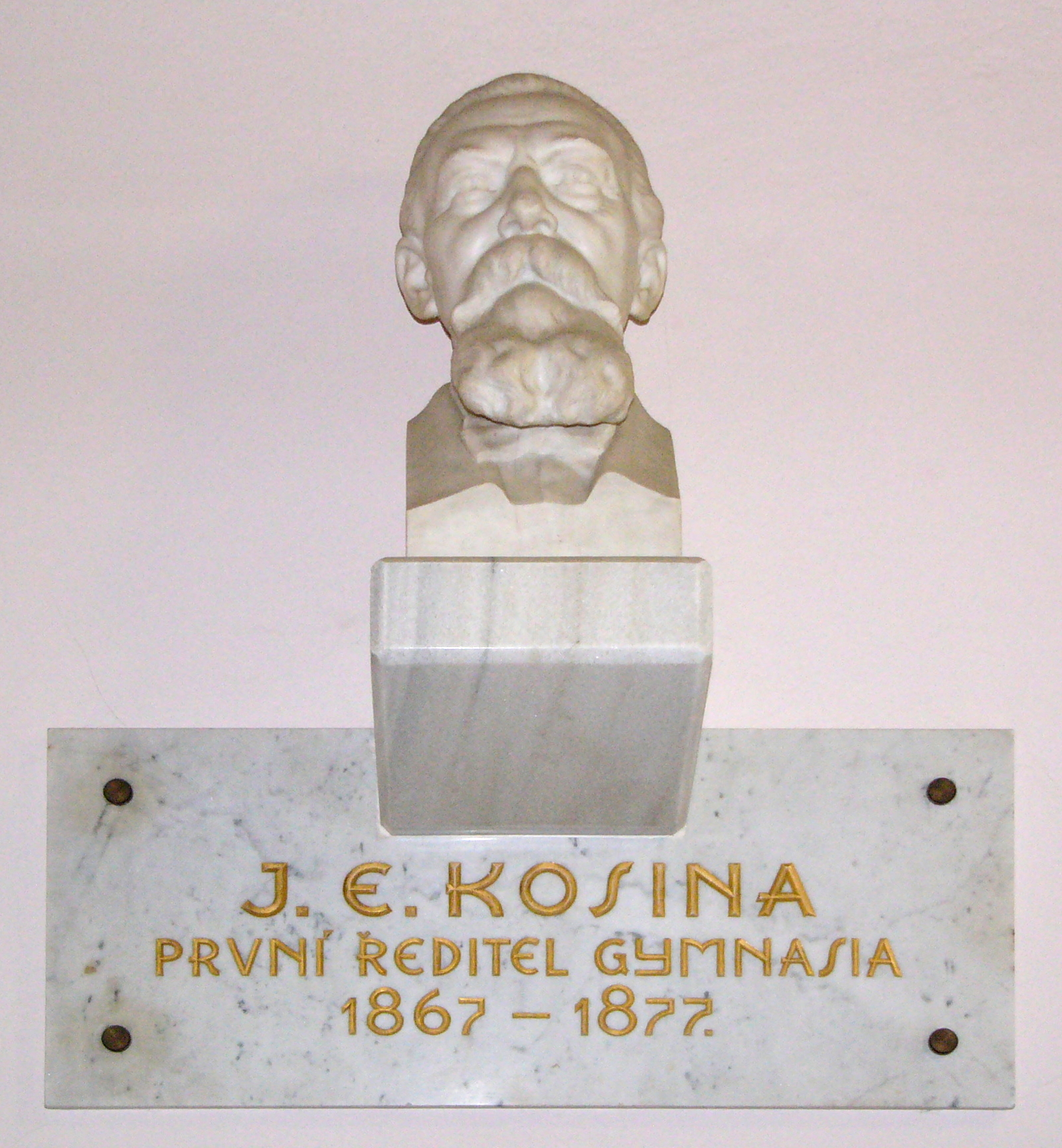
Jan Evangelista Kosina - busta a pamětní deska
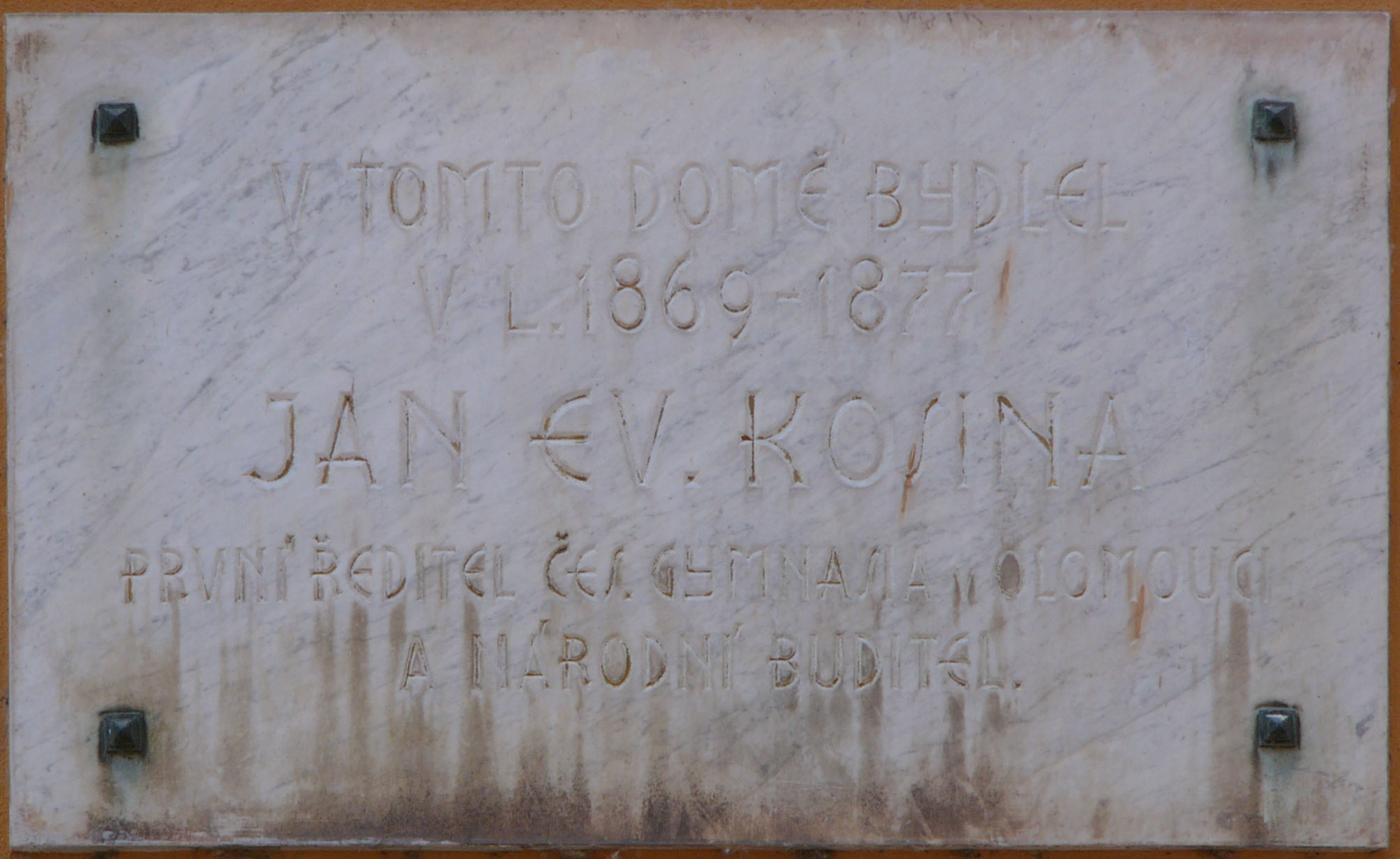
Jan Evangelista Kosina - pamětní deska v Olomouci na Křižkovského ulici.

## Dílo
- Malá slovesnosť (1878) – kniha určená pro vyšší třídy středních škol [4]
- Hovory Olympské (1879) – hovory o jazyku a literatuře [5]